# Decreto de Nueva Planta del Reino de Valencia

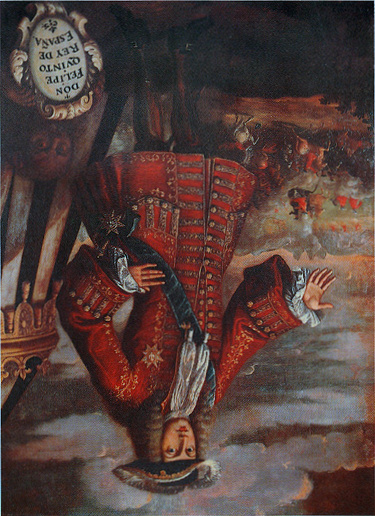
Retrato de Felipe V cabeza abajo, tal como está expuesto en el Almudín de Játiva, como protesta por el incendio de la ciudad en mayo de 1707 como castigo por haber resistido al ejército borbónico al mando de D'Asfeld.

El Decreto de Nueva Planta del Reino de Valencia fue un decreto promulgado por Felipe V de España el 29 de junio de 1707 en plena Guerra de Sucesión Española por el que quedaron abolidos los Fueros e instituciones propias del Reino de Valencia —nacido en 1238—, así como los del Reino de Aragón, que se regirían a partir de entonces por las «leyes de Castilla, tan loables y plausibles en todo el universo». Dos meses antes se había producido la decisiva batalla de Almansa cuyo resultado había sido la derrota del ejército del Archiduque Carlos, a quien entre 1705 y 1706 catalanes, valencianos, aragoneses y mallorquines, cuyos estados formaban la Corona de Aragón dentro de la Monarquía Hispánica, habían proclamado como su soberano con el título de Carlos III de España. Tras la batalla de Almansa, el Reino de Valencia —como el Reino de Aragón— fue conquistado por el ejército borbónico y dos meses después Felipe V de Borbón promulgaba el decreto de Nueva Planta que abolía las leyes e instituciones propias lo que supuso, en palabras de la historiadora Carme Pérez Aparicio "el golpe de gracia para el reino de Valencia", convertido a partir de entonces en una provincia de la Monarquía.

## Antecedentes

### La represión borbónica tras la conquista del reino

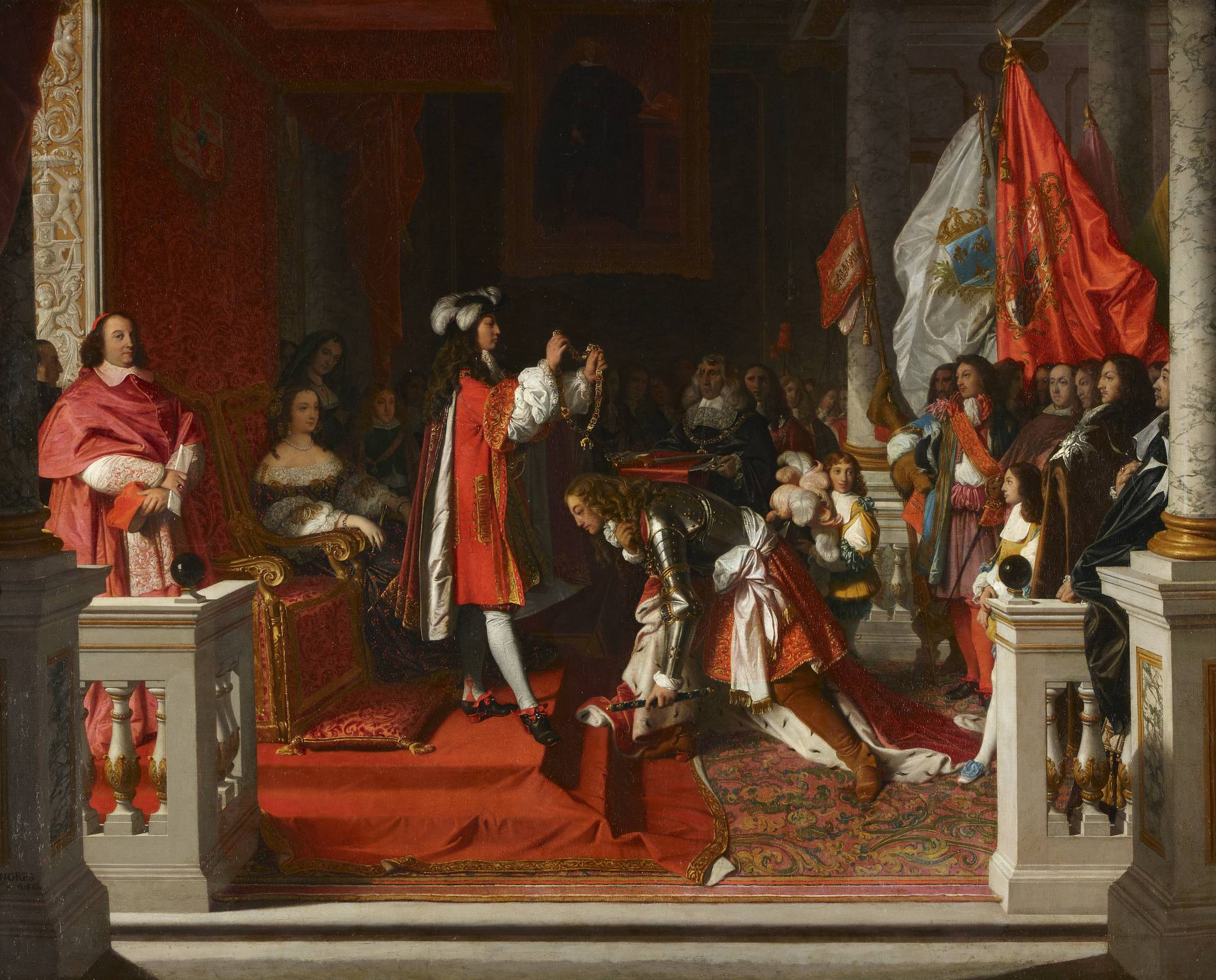
Felipe V concediendo el Toisón de Oro a James Fitz-James, duque de Liria y Jérica, después de Almansa. Obra de Ingres, 1818 (palacio de Liria).

Tras la rendición de Valencia —tres semanas después de la derrota del ejército del Archiduque Carlos en la batalla de Almansa del 25 de abril de 1707— Felipe V se negó a nombrar un nuevo virrey a pesar de las peticiones que le hicieron los jurados de la ciudad y designó al duque de Berwick comandante general del reino de Valencia eludiendo de esa forma el juramento de los Fueros de Valencia que tradicionalmente realizaba el virrey al acceder al cargo. Esto le permitió al duque ejercer la máxima autoridad del reino sin tener que ajustarse a las leyes que lo regían, como en seguida se demostró. Así tras ser ampliada su jurisdicción al reino de Aragón —que también había sido ocupado por las tropas borbónicas— y al Principado de Cataluña —una pequeña parte del cual también había sido ocupada— delegó sus funciones para el reino de Valencia en el francés Claude D'Asfeld, conocido por su brutal actuación en la destrucción urbanística  de Játiva y la deportación de sus habitantes, y nombró a otro militar, el castellano Antonio del Valle, como suprema autoridad de la ciudad, al que debían someterse los jurados —por lo que Valencia quedaba bajo control militar—, y al también castellano Baltasar Patiño y Rosales, marqués de Castelar, como jefe de las finanzas del reino por encima de las atribuciones del baile general y del maestre racional, y que en seguida decretó exorbitantes impuestos, sin seguir el procedimiento establecido por los fueros, destinados a cubrir las necesidades del ejército de ocupación. El Duque de Berwick también nombró a otro castellano, José de Pedrajas, como máximo responsable de los bienes confiscados durante la etapa austracista y de los que se iban a confiscar a los partidarios del Archiduque Carlos, asumiendo así funciones que correspondían a la Audiencia de Valencia. De esta forma Berwick dejó sin efecto los fueros por la vía de los hechos.
El desmantelamiento de facto del entramado institucional y legal de la ciudad y del reino de Valencia se completó el 3 junio con una real carta en la que fue suprimida la Junta de Contrafueros o Junta de Electos de los Estamentos, que era el órgano de representación de los tres estamentos o brazos de las Cortes —eclesiástico, militar o nobiliario, y real—. Dos días después Felipe V nombraba a los nuevos seis jurados de la ciudad, saltándose el procedimiento insaculatorio establecido en los fueros, quienes, a pesar de ser conocidos felipistas, siguieron bajo la autoridad militar del mariscal de campo Antonio del Valle, y con unas competencias muy recortadas —por ejemplo no podían convocar al Consejo General, máximo órgano deliberativo de la ciudad—. En el mismo decreto nombró a los nuevos miembros de la Diputación del General, cuyas competencias también fueron recortadas, limitándose a la administración del impuesto del que derivaba su nombre.
Como ha señalado la historiadora Carme Pérez Aparicio, «los valencianos, incluidos los borbónicos, fueron conscientes del peligro que los amenazaba y, a lo largo de todo el mes de mayo, se sucedieron las cartas y las súplicas al rey, solicitando el perdón para la ciudad y el nombramiento de un virrey». El indulto solicitado de que «admitiera este Reyno bajo la gloria de su obediencia» llegó el 8 de junio mediante una carta del rey fechada el día 5 en que se concedía a los valencianos «perdón general del referido delito, indultándoles de la vida y demás penas corporales de que se hicieron reos». Pero con esta contestación, «se dejaba la puerta abierta a la abolición de los fueros, a las confiscaciones de bienes y al exilio» —además de que Felipe V no cumplió su promesa de indulto «de la vida» ya que la pena de muerte se aplicó a los austracistas, incluso en casos en que era dudosa su participación en la rebelión—.
Las nuevas autoridades borbónicas también tomaron medidas para acabar con la resistencia de los austracistas, que ya se hizo patente en el Te Deum que se celebró en la catedral de Valencia para celebrar la entrada de las tropas borbónicas —y que estuvo presidido por el duque de Berwick— en el que hubo gritos en favor de «Carlos III». La intranquilidad aumentó cuando llegó a la ciudad la noticia de que Joan Baptista Basset había sido puesto en libertad y se dirigía a Valencia para liberarla, aunque su destino era Denia. Así, las autoridades ordenaron la entrega de las armas bajo pena de muerte pero la medida no fue muy efectiva ya que, según relata un cronista, «se presentaron muy pocas, destruyeron algunas i ocultaron las demás por el peligro de una guerra». Incluso un bando prohibió que los niños jugaran a «maulets i botiflers».
Al mismo tiempo se llevó a cabo una durísima represión contra los austracistas, recurriendo incluso a la colaboración de la Inquisición. Muchos fueron detenidos y encarcelados a pesar del indulto de Felipe V, y se embargaron el dinero, las rentas y los derechos de todos ellos y de los que estaban ausentes.
«Las nuevas medidas tomadas por los ministros de Felipe en los dos meses siguientes a la entrada en Valencia... pretendían impedir el funcionamiento de los órganos tradicionales de gobierno, el sometimiento del territorio a la jurisdicción militar, la incorporación de Valencia al sistema impositivo castellano —pero sin abolir el sistema ya existente, sino duplicando las cargas—, y la persecución de los disidentes. El paso siguiente —¿quién podría extrañarse?- sería la abolición de los Furs», ha señalado Carme Pérez Aparicio.

### La génesis de la Nueva Planta
Fue el alineamiento con el Archiduque Carlos de los estados de la Corona de Aragón —entre los que se encontraba el Reino de Valencia— lo que abrió el debate entre los consejeros de Felipe V (y de Luis XIV) sobre la modificación de la estructura política de la monarquía compuesta de los Austrias. Así el embajador francés Jean-Michael Amelot defendió la abolición de los fueros e instituciones propias de los estados «rebeldes» de la Corona de Aragón porque «por más afectos que sean al rey, siempre lo serán mucho más a su patria», mientras que el Consejo de Aragón se opuso pidiendo que cualquier «innovación» que se quiera introducir se pospusiera hasta después de la guerra, aunque sin dejar de reconocer que «la subsistencia de los fueros, libertades y privilegios penden del absoluto arbitrio del soberano» —rompiendo así con el pactismo que tradicionalmente había defendido el Consejo—.
Ya en septiembre de 1705, cuando Barcelona se proclamó a favor del Archiduque Carlos, el irlandés católico Tobías de Bourk, colaborador del duque de Berwick, escribió al secretario de Estado francés, el marqués de Torcy, dándole su opinión de que Felipe V debía aprovechar la rebelión para ser el señor absoluto de las «provincias» de las que solo lo era nominalmente, aboliendo los «extravagantes» privilegios de que gozaban. De la misma opinión era el arzobispo de Zaragoza, Antonio Ibáñez de la Riva, cuando afirmaba ese mismo año que el rey estaba «atado por los fueros». En abril de 1706 Amelot opinaba, refiriéndose a Cataluña, que había que acabar con sus privilegios y construir una ciudadela en Barcelona que pagaran sus habitantes.
La victoria borbónica en la batalla de Almansa el 25 de abril de 1707 y la consiguiente conquista de los reinos de Valencia y de Aragón, aceleraron la toma de decisiones. Cuando el 11 de mayo entró en la ciudad de Valencia el duque de Berwick hizo una primera advertencia de lo que podían esperar la ciudad y el Reino del nuevo poder borbónico:

Este Reyno ha sido rebelde a Su Magestad [Felipe V] y ha sido conquistado, haviendo cometido contra Su Magestad una grande alevosía, y assí no tiene más privilegios ni fueros que aquellos que su Magestad quisiere conceder en adelante

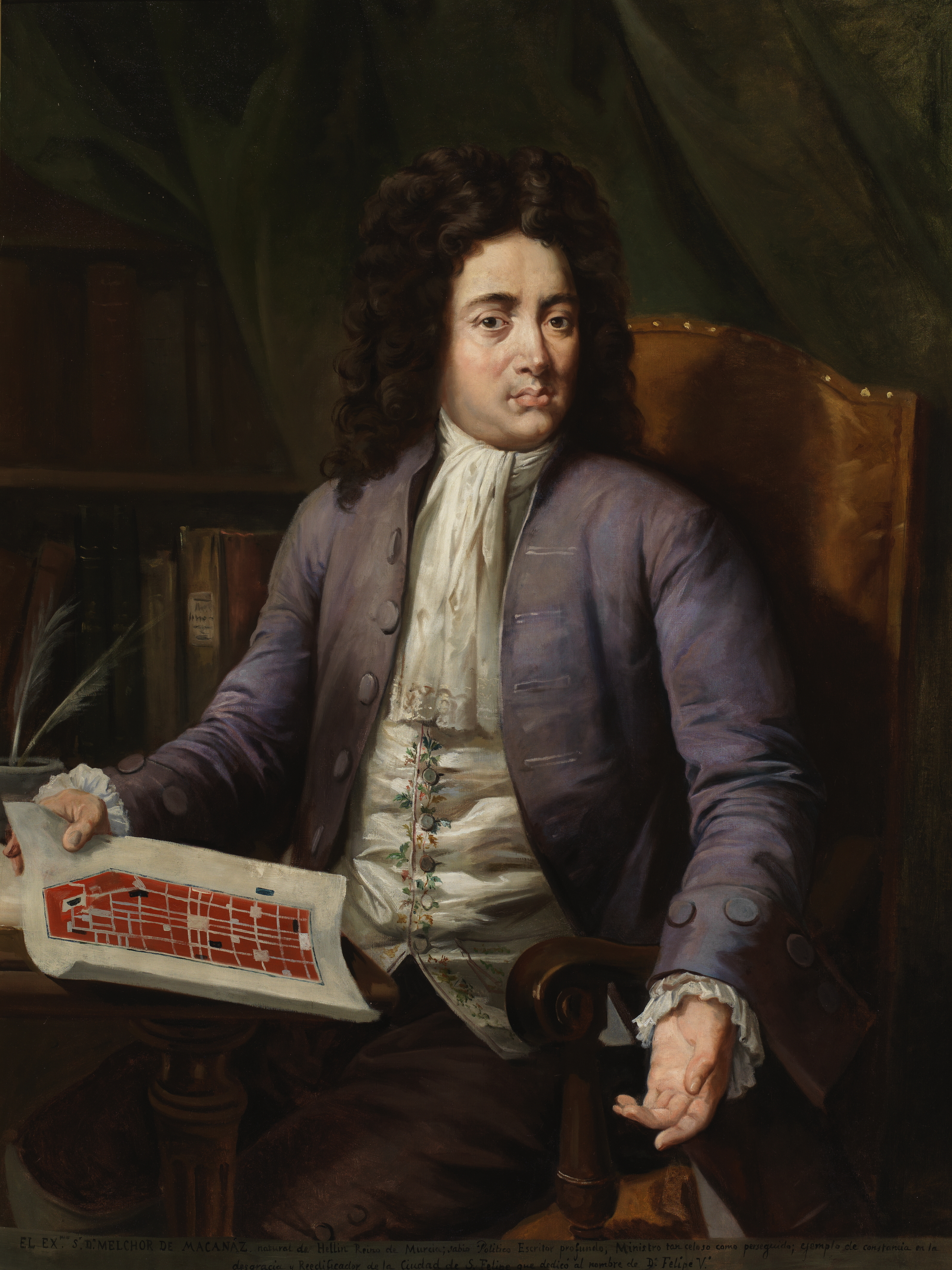
Melchor Rafael de Macanaz, al que se atribuye la redacción de Decreto de Nueva Planta de Aragón y de Valencia, aparece retratado con el plano de la Colonia de San Felipe que se tenía que edificar sobre la destruida Játiva.

Por esas mismas fechas en la corte de Madrid Melchor de Macanaz preparaba un informe que presentó el 22 de mayo, en el que retomaba el proyecto del Conde-Duque de Olivares de 75 años antes recomendando que Felipe V aprovechara la «occasione» para dejar de ser un «rey esclavo» de los fueros y se hiciera efectivamente «rey de España», como decía el Memorial secreto del Conde-Duque. Macanaz también decía en su informe:

Con las armas en la mano todo se consigue... Si al tiempo de sujetar a los pueblos rebeldes no se les desarma y da la ley, se necesitará después de nuevas fuerzas para conseguirlo.

En ese mismo mes de mayo en una reunión del Despacho se acordó «establecer las leyes que fuera servido con plena libertad y sin limitación alguna, ni atención a los fueros que han tenido por lo pasado». El 16 de mayo Luis XIV intervino en el debate decantándose a favor de la postura abolicionista defendida por Amelot para afianzar así el poder absoluto de Felipe V:

Una de las primeras ventajas que el rey mi nieto obtendrá sin duda de su sumisión [de los estados de la Corona de Aragón] será la de establecer allí su autoridad de manera absoluta y aniquilar todos los privilegios que sirven de pretexto a estas provincias para ser exentas a la hora de contribuir a las necesidades del Estado.

El 15 de junio Amelot escribía a Luis XIV volviendo sobre la idea de aprovechar la guerra para imponer las leyes de Castilla a los territorios conquistados de Valencia y de Aragón, añadiendo a continuación que valencianos y aragoneses al ser naturalizados castellanos obtendrían ventajas que les compensarían por la pérdida de sus fueros. El 27 de junio Luis XIV insistía en que «el mantenimiento de estos privilegios era una carga perpetua a la autoridad real». El 29 de junio Felipe V promulgaba en Madrid el decreto de Nueva Planta en el que abolía y derogaba los fueros de los reinos de Aragón y de Valencia. Tres semanas después recibía la felicitación de Luis XIV por haber implantado allí las leyes de Castilla.

## El Decreto de Nueva Planta
El decreto de abolición de los fueros valencianos y aragoneses del 29 de junio de 1707 decía lo siguiente:

Considerando haber perdido los reinos de Aragón y de Valencia, y todos sus habitadores, por la rebelión que cometieron, faltando enteramente al juramento de fidelidad que me hicieron como a su legítimo Rey y Señor, todos los fueros, privilegios, exenciones y libertades que gozaban, y que con tal liberal mano se les había concedido, así por mí como por los reyes mis predecesores, particularizándose en esto de los demás reinos de mi corona; y tocándome el dominio absoluto de los referido reinos de Aragón y Valencia, pues a la circunstancia de ser comprendidos en los demás, que tan legítimamente poseo en esta monarquía, se añade ahora la del justo derecho de la conquista que de ellos han hecho últimamente mis armas con el motivo de su rebelión; y considerando también que uno de los principales atributos de la soberanía es la imposición, y derogación de las leyes, las cuales, con la variedad de los tiempos y mudanzas de costumbres podría yo alterar, aún sin los grandes y fundados motivos y circunstancias que hoy concurren para ello en lo tocante a los de Aragón y Valencia: He juzgado por conveniente, así por esto, como por mi deseo de reducir todos mis Reinos de España a la uniformidad de unas mismas leyes, usos, costumbres y tribunales, gobernándose igualmente todos por las leyes de Castilla, tan loables y plausibles en todo el universo, abolir y derogar enteramente como desde luego doy por abolidos y derogados todos los referidos fueros, privilegios, prácticas y costumbres hasta aquí observadas en los referidos reinos de Aragón y Valencia, siendo mi voluntad que éstos se reduzcan a las leyes de Castilla y al uso, práctica y forma de gobierno que se tiene y ha tenido en sus tribunales, sin diferencia alguna en nada, pudiendo obtener por esta razón igualmente mis fidelísimos vasallos castellanos oficios y empleos en Aragón y Valencia, de la misma manera que los aragoneses y valencianos han de poder en adelante gozarlos en Castilla, sin ninguna distinción; facilitando Yo por este medio a los castellanos motivos para que acrediten de nuevo los afectos de mi gratitud, dispensando en ellos los mayores premios y gracias tan merecidas de su experimentada y acrisolada fidelidad, y dando a los aragoneses y valencianos recíprocas e igualmente mayores pruebas de mi benignidad, habilitándolos para lo que no están en medio de la gran libertad de los fueros que gozaban antes y ahora quedan abolidos. (...) Buen Retiro, a 29 de Junio de 1707

La abolición de «todos los referidos fueros, privilegios, prácticas y costumbres hasta aquí observadas en los referidos reinos de Aragón y Valencia, siendo mi voluntad que éstos se reduzcan a las leyes de Castilla y al uso, práctica y forma de gobierno que se tiene y ha tenido en sus tribunales, sin diferencia alguna en nada» se justificó en el decreto sobre la base de tres argumentos. El primero, la ruptura del juramento de fidelidad hecho al rey —«por la rebelión que cometieron, faltando enteramente al juramento de fidelidad que me hicieron como a su legítimo Rey y Señor»—; el segundo, el dominio absoluto del que gozaba el rey en todos los reinos y estados de su Monarquía —«y tocándome el dominio absoluto de los referido reinos de Aragón y Valencia... considerando también que uno de los principales atributos de la soberanía es la imposición, y derogación de las leyes, las cuales, con la variedad de los tiempos y mudanzas de costumbres podría yo alterar»—. Y el tercero el derecho de conquista que le permitía imponer su ley en los territorios vencidos —«del justo derecho de la conquista que de ellos han hecho últimamente mis armas con el motivo de su rebelión»—. Según algunos historiadores el primer y el tercer argumentos eran ciertos desde la óptica del bando borbónico —no así desde la del bando austracista— pero el segundo era muy discutible «ya que la Corona de Aragón, mediante el pactismo, mantenía cauces distintos de relación con la monarquía que condicionaban sobremanera la soberanía real». De todas formas el decreto de Nueva Planta, como ha destacado Carme Pérez Aparicio, fue «el golpe de gracia para el Reino de Valencia».

### La reacción al decreto y el inicio de la «Nueva Planta»
La noticia de la aprobación del decreto llegó a la ciudad de Valencia a principios de julio de 1707 y la reacción fue unánime. Tanto austracistas como felipistas lo consideraron como una gran injusticia. Un cronista felipista, José Manuel Miñana, escribiría:

Fue hollada la antigua libertad valenciana y abolidos sus fueros (que le hacían semejante a una región independiente), y fueron en adelante los valencianos regidos por las leyes de Castilla, siendo inútiles sus clamores y reclamaciones... Entonces empezaron los valencianos a echar de menos la perdida libertad y sentir el peso del yugo de la servidumbre que en la actualidad les oprimía.

Otro felipista se quejaba de que los castellanos «nos echáis las leyes castellanas en todo destructivas de las convenyencias de los paysanos deste Reyno y ésto sólo mirar a vuestras propias conveniencias, sin mirar a otro fin que a levantaros con todos los puestos de judicatura y gobierno político, ajándolo todo con malos y tiránicos modos sin mirar otro fin que el de hacer doblones». Otros muchos felipistas, cuya opinión compartían plenamente los austracistas, enviaron cartas al rey o al duque de Orleans y a otros personajes influyentes de la corte para que intercediera ante el monarca y restituyera los fueros, incluso los nuevos cargos nombrados por el propio Felipe V. Todos ellos argumentaban que había habido muchos valencianos que se habían mantenido fieles a la causa borbónica y que, por tanto, no era justo que se les castigara también a ellos «sin la culpa del delito» con la pérdida de los fueros.
Un ejemplo de ello fue la carta que el 25 de julio de 1707 enviaron al rey los jurados, racional y síndico de la ciudad de Valencia —acabados de nombrar por Felipe V, y por tanto partidarios suyos— protestando por la abolición de los fueros —carta que, por otro lado, sería uno de los últimos documentos oficiales redactados en la lengua propia de Valencia—:

«Atés que havent tengut noticia, se hauria expedit un Real Decret de Sa Magestat en lo qual manava abolir y derogar sanserament tots los furs, Privilegis, Pragmátiques y Costums fins huy observats en la present Ciutat y Regne y el de Aragó,... manaren convocar diferents persones... Tots los quals después de llarga conferéncia ab los dits Ilustres Señors Jurats, Racional y Síndích en orde a la sobredita noticia foren de parer es representás a Sa Magestad el gran dolor que aflixia a sos bons vasalls que ho han estat quasi totes les persones més vesibles així de esta Ciutat com de les demés viles y llochs del Regne, de veure compresos baix la universalitat de dit decret, i maculats ab la nota de rebels quant per no encorrirla uns han abandonat ses cases y haziendes y altres que per justs impediments no les deixaren han patit presons, desterros, y altres considerables treballs que són ben públichs y así mateix de que la rahó y crim de infidelitaf que ha tots generalment se aplica... Que se implorás de la Real Cleméncia de Sa Magestat pregantli la revocació del dit decret per a el qual efecte escusant tots los gastos posibles se embiás persona a la Vila de Madrid que possada als peus de Sa Magestat en nom desta ciutat y Regne, Comunitats Eclesiástiques lo implorás. [...]»
Habiendo tenido noticia que se habría promulgado un Real Decreto de Su Majestad en el que mandaba abolir y derogar enteramente todos los fueros, Privilegios, Pragmáticas y Costums hasta hoy observados en la presente Ciudad y Reino y el de Aragón,... mandaron convocar diferentes personas... Todas las cuales después de un larga conferencia con los dichos Ilustres Señores Jurados, Racional y Síndico para tratar la citada noticia [de la promulgación del Decreto de Nueva Planta] fueron del parecer que se presentara a Su Majestad el gran dolor que afligía a sus buenos vasallos que lo han sido casi todas las personas más visibles así de esta Ciudad como de las demás villas y lugares del Reino, de ver comprendidos bajo la universalidad de dicho decreto, y mancillados con la nota de rebeldes cuando por no incurrir en ella unos han abandonado sus casas y haciendas y otros que por justos impedimentos no las dejaron han padecido prisiones, destierros y otros considerables trabajos que son bien conocidos y así mismo de que la razón y crimen de infidelidad que a todos en general se aplica... Que se implore de la Real Clemencia de Su Majestad rogándole la revocación del dicho decreto para cuyo efecto sin reparar en gastos se enviase una persona a la Villa de Madrid que puesta a los pies de su Majestad en nombre de esta ciudad y Reino y Comunidades Eclesiásticas lo implorase...

Felipe V no dio marcha atrás e incluso mandó detener y encarcelar a los dos cargos felipistas de la ciudad de Valencia que más habían destacado en las protestas y en el envío de memoriales y cartas a la corte, el jurado Lluís Blanquer y el abogado Josep Ortí i Moles. Sin embargo, Felipe V satisfizo las numerosas peticiones que le hicieron bastantes nobles valencianos —y también aragoneses— para que se les quitara el apelativo de rebeldes y se reconocieran sus méritos a favor de la causa borbónica, con la promulgación el 29 de julio de un Decreto en el que declaraba «que la mayor parte de la Nobleza, y otros buenos vasallos del estado general, y muchos pueblos enteros han conservado en ambos Reynos pura e indemne su fidelidad» y a continuación les aseguraba «la manutención de todos sus privilegios, exenciones, franquezas y libertades concedidas por los Señores Reyes mis antecesores, o por otro justo título adquiridos de que mandaré expedir nuevas confirmaciones...». Con este decreto confirmaba que el orden social estamental no iba a cambiar, pero no así el modelo político porque en el mismo decreto declaraba también su intención de que «todo el continente de España se gobierne por unas mismas leyes».
Mientras tanto iban llegando a Valencia los funcionarios castellanos que iban a poner en marcha las instituciones de la «Nueva Planta». El castellano Pedro de Larreategui se hizo cargo de la nueva Chancillería —que más tarde sería reconvertida en Real Audiencia— en sustitución de la histórica Audiencia de Valencia, tras jurar guardar las leyes de Castilla. Otro castellano Juan Pérez de la Puente con el rango de superintendente se hizo cargo de los impuestos y de la hacienda de la ciudad de Valencia, competencia que hasta entonces había correspondido a los jurados y al racional. A continuación el rey sustituyó a los jurados —cuatro ciudadanos y dos caballeros— por treinta y dos regidores —24 nobles, 10 de ellos titulados y el resto caballeros, y solo 8 ciudadanos— nombrados por él y los puso bajo la autoridad del nuevo corregidor, el conde de Castellar, que sería sustituido por el gobernador castellano Antonio del Valle. Poco antes se había decretado que toda la documentación municipal se escribiera en castellano en los nuevos Libros Capitulares y Libros de Instrumentos, que sustituyeron al Manual de Consells y a los Qüerns de Provisions.
Un destacado felipista se quejaba de que todos los nuevos cargos estaban siendo ocupados por castellanos, sin que como contrapartida algún valenciano hubiera sido nombrado para cargos en la corte o en Castilla, incumpliéndose así la promesa hecha por el rey en el decreto de Nueva Planta, en la que aseguraba que la equiparación con los castellanos abriría a los valencianos la posibilidad de desempeñar cargos en Castilla:

Díganme un ministro que se haya nombrado valenciano en tantas plaças que han vacado y señaladamente en la Chancillería de Valencia, de las vacantes por muertes de valencianos? Pues, dónde está aquel gran beneficio que se supone el decreto de 1707 que se sigue a los valencianos de estar aptos para poder obtener en Castilla, si ni aun logran lo que tenían, estando todo el govierno en poder de castellanos?
Pérez Aparicio, Carme; Garcia Martínez, Sebastià (1981). De l'alçament maulet al triomf botifler (en valenciano). Valencia. pp. 112-113. ISBN 84-7502-039-9.

## Las instituciones de la "Nueva Planta"
Los estudios más recientes han revelado que la Nueva Planta no fue exactamente la aplicación de las leyes de Castilla a los estados "rebeldes" de la Corona de Aragón, y especialmente al Reino de Valencia, sino que constituyó un modelo de gobierno militarizado, con el capitán general en la cúspide y con los corregidores en la base —cargo desempeñado generalmente por militares castellanos—, cuya función fundamental era afirmar y ser agentes eficaces de la monarquía absoluta borbónica centralizada y uniformista. Según Joaquim Albareda, la idea tiene su origen en Michael-Jean Amelot quien en el verano de 1707 comunicó al duque de Orleans que el gobierno civil «será subordinado al militar para Valencia».
Así pues, según Enrique Giménez, "pese a los esfuerzos civilistas por imponer en Valencia una administración más racional, pervivió a lo largo del siglo XVIII el modelo [militarizado] impuesto tras la Guerra de Sucesión. La causa más importante que hizo posible esta prolongada situación se debió a que para el régimen uniformista borbónico, nacido de una victoria militar, el control de la sociedad de los antiguos territorios forales, conformados con peculiaridades propias, siguió siendo prioritario, y para ello era necesario mantener un fuerte dispositivo militarizado, intacto en lo fundamental hasta la tremenda crisis nacional abierta en 1808". De esta forma la administración militarizada borbónica establecida en Valencia fue mucho más allá de los parámetros franceses y se acercó más al modelo prusiano.

### Capitán General

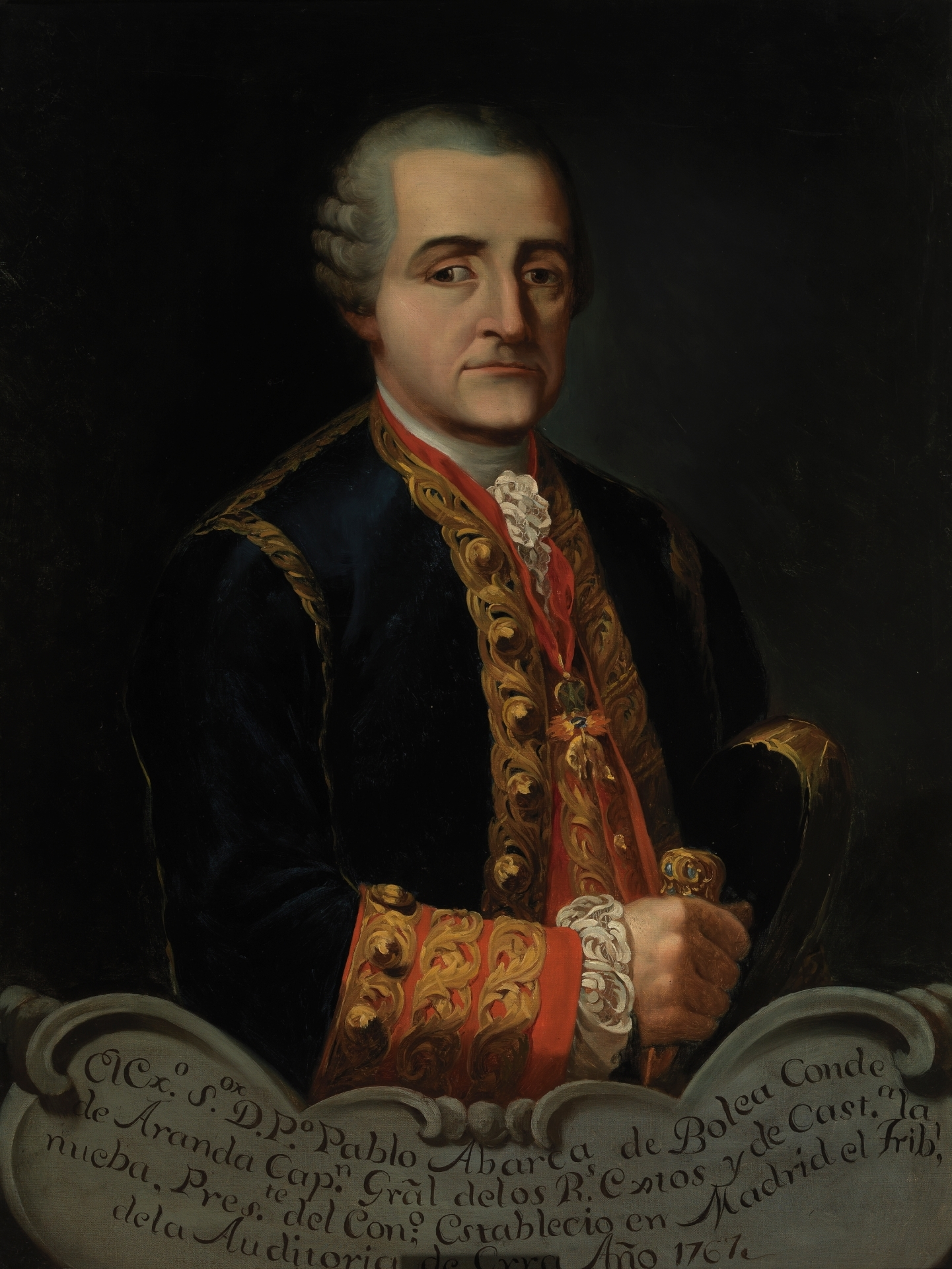
Retrato del Conde de Aranda, capitán general de Valencia entre 1765 y 1766

El Capitán General era la máxima autoridad civil, militar y judicial en representación del rey y ostentaba además el título de Gobernador. Sus atribuciones eran mucho mayores que las del antiguo virrey de Valencia y su poder también, pues contaba con una fuerza armada permanente y sus decisiones no se podían recurrir ni ante el Consejo de Castilla —que en diversas ocasiones se había quejado que las intromisiones militares y especialmente del capitán general perjudicaban y retardaban «la introducción de las leyes y prácticas de Castilla»—. Sin embargo, debía ejercer teóricamente el gobierno de la "provincia" conjuntamente y de acuerdo con la Audiencia de Valencia, de la que era presidente, formando así el Real Acuerdo. Para este cargo los Borbones siempre nombraron a militares del más alto escalafón, por lo que lo ejercieron, además de los miembros de los linajes nobiliarios castellanos más importantes, personas de origen italiano, flamenco o francés. El personaje de mayor renombre que ocupó el cargo fue el Conde de Aranda que acabó siendo llamado por el rey Carlos III para presidir el Consejo de Castilla durante los difíciles momentos que vivió la monarquía absoluta borbónica en la primavera de 1766 cuando se produjo el motín de Esquilache.

### Audiencia y Real Acuerdo
La nueva Audiencia de Valencia fue una institución gubernativa y judicial creada por un decreto de Felipe V de España promulgado en 1716 que vino a sustituir a la Chancillería de Valencia instituida por el mismo rey nueve años antes en el Decreto de Nueva Planta, y que a su vez había suplantado a la histórica Audiencia de Valencia, creada en 1506 por el rey Fernando II el Católico, y que había sido suprimida por ese decreto. La borbónica nueva Audiencia de Valencia estaba presidida por el capitán general, máxima autoridad civil y militar de la "provincia", que cuando trataba conjuntamente con el capitán general asuntos de gobierno —no judiciales— constituía el Real Acuerdo, el organismo colegiado que representaba al soberano. 
La Audiencia estaba integrada por un regente, máximo magistrado de la misma y que la presidía cuando trataba exclusivamente asuntos judiciales; ocho oidores o jueces civiles, cuatro alcaldes del crimen o jueces de la sala de lo criminal y dos fiscales (uno civil y otro criminal).
La monarquía borbónica se aseguró de que en la nueva Audiencia hubiera siempre una mayoría de magistrados castellanos y que el cargo más importante de la misma, el de regente, fuera siempre ocupado por un castellano por lo que "de la Audiencia quedaron excluidos los más famosos juristas valencianos, como Gregorio Mayans o José Berni Catalá. Este predominio castellano también se explica por el hecho de que la Nueva Planta en Valencia, a diferencia de lo sucedido en Aragón (desde 1711), Cataluña y Mallorca, también abolió el derecho civil valenciano, sustituido por el castellano.

### Intendente
El intendente era un cargo de origen francés cuya función al principio se reducía a todo lo relacionado con el abastecimiento del Ejército, pero que pronto fue el responsable de la recaudación de los impuestos para la Hacienda real —especialmente del equivalente— y de la administración del Real Patrimonio, asumiendo las funciones del antiguo baile general —junto con el contador general que a su vez detentó las funciones del antiguo Maestre racional—. Además velaba por la "policía" del territorio —fomento de la riqueza rural y manufacturera, elaboración de estadísticas y cartografía, etc.— sin olvidar sus funciones militares originarias, que incluían también el reclutamiento de la tropa y el cuidado de los acuartelamientos.
Como ha destacado Enrique Giménez el intendente constituía, junto con el Capitán General y la Audiencia de Valencia, "el tercer elemento del trípode de poder sobre el que se asentó el poder borbónico". Era un cargo, que a diferencia de los otros dos, no tenía antecedentes en la Corona de Castilla y había sido importado por los asesores franceses que se trajo consigo Felipe V aconsejado por su abuelo Luis XIV. Su función fundamental fue cobrar el impuesto llamado «general contribución» o Equivalente —instituido en 1715 tras haber fracasado el intento de introducir en Valencia los impuestos castellanos de la alcabala, cientos y millones— con lo que se hacía realidad la antigua aspiración de la Monarquía de hacer tributar al Reino de Valencia, como al resto de los estados de la Corona de Aragón, al mismo nivel que contribuía la Corona de Castilla.
En 1718 al surgir un conflicto de competencias entre el corregidor de la ciudad de Valencia y el intendente, el rey decidió unir ambos cargos en una misma persona. En 1770 se separaron aunque a partir de 1797 volvieron a reunificarse hasta 1808. Así pues, durante la mayor parte del siglo XVIII el Intendente fue a su vez corregidor de la capital del antiguo reino.

### Corregimiento
En cuanto a la organización territorial las gobernaciones fueron sustituidas por los corregimientos, demarcaciones propias de la Corona de Castilla. Así el territorio valenciano quedó dividido en 11 corregimientos dependientes directamente de la Corona cuyas capitales eran de norte a sur Morella, Peñíscola, Castellón de la Plana, Valencia, Alcira, Játiva —rebautizada como "San Felipe"—, Onteniente, Alcoy, Jijona, Alicante y Orihuela, más los de Denia —cuyo corregidor era nombrado por su señor— y los de Montesa y de Cofrentes —dependientes de la Orden de Montesa—.
El corregidor que estaba al frente de cada corregimiento tenía atribuciones gubernativas, judiciales y militares, bajo la autoridad suprema del Real Acuerdo. Sus funciones fundamentales eran dos: hacer cumplir las Órdenes emanadas desde la corte o desde el Real Acuerdo y controlar cuidadosamente los órganos de gobiernos municipal de su distrito.
La figura del corregidor procedía de Castilla, pero en Valencia el cargo iba unido al de gobernador militar en 9 de los 10 corregimientos dependientes directamente de la Corona por lo que fueron nombrados militares de alta graduación (coroneles, brigadieres, mariscales de campo y tenientes generales) en lugar de letrados o caballeros, lo que implicaba que su mandato no estaba limitado a tres años sino que era vitalicio y que gozaban de una gran autonomía de actuación pues contaban con el respaldo total del Capitán General. "Su escasa experiencia en el trato con civiles y sus hábitos de mando adquiridos en acuartelamientos o en campaña les llevaban con frecuencia a abusar de su autoridad, a falta de entendimiento con las autoridades municipales, y a actuar, en ocasiones con una contundencia excesiva". Además carecían de la formación jurídica necesaria, lo que unido a su «desdén por las formalidades procedimentales y las sutilezas jurídicas, [fue] causa de frecuentes conflictos con la Audiencia».
Solo durante los reinados de Fernando VI y Carlos III disminuyó levemente la presencia de militares en la administración militar valenciana —los corregimientos de Castellón, Alcira, Alcoy y Jijona durante un tiempo fueron ocupados por civiles— pero los volvieron a ocupar durante el reinado de Carlos IV marcado por la intranquilidad provocada por los efectos de la Revolución Francesa. El corregidor de la ciudad de Valencia durante la mayor parte del siglo XVIII fue el intendente —se separaron ambos cargos en 1770 pero volvieron a unirse en 1797—.

### Cortes de Castilla
La Cortes del Reino de Valencia fueron abolidas. Únicamente los representantes de la ciudad de Valencia se integraron en las Cortes de Castilla. Estas solo se reunieron 5 veces (solo las ciudades reales y no los otros dos estamentos: 36 ciudades en toda España) y casi exclusivamente para jurar al heredero de la Corona: 1709, las primeras a las que acuden representantes de Zaragoza y de Valencia, convocadas para jurar al heredero Luis I; 1712, en las que Felipe V renuncia a la Corona de Francia y comunica la introducción de la Ley Sálica; 1724, las primeras en que está ya representada Barcelona, para jurar al heredero Fernando VI; 1760; y 1789, para jurar al heredero Fernando VII y para abolir la Ley Sálica.

### El municipio borbónico
El Decreto de Nueva Planta puso fin a la organización tradicional de los municipios del Reino de Valencia y desaparecieron los jurados, el racional, y los justicias. En su lugar se impuso la organización castellana y aparecieron las nuevas figuras del corregidor, del alcalde mayor y de los regidores, —además del uso obligatorio del castellano en la documentación oficial y en los procedimientos judiciales—. Todos estos cargos eran nombrados por el rey directa o indirectamente, por lo que desapareció el sistema insaculatorio para la elección de los cargos municipales y el Consejo como órgano deliberativo que asesoraba a los jurados.
El corregidor, nombrado por el rey —el de Denia, por su señor; y los de Montesa y Cofrentes, por el Consejo de Órdenes, dependiente del rey—, actuaba como máxima autoridad local en los 14 municipios cabeza de corregimiento. Debido a que los corregidores solían ser militares con una escasa preparación jurídica, junto a ellos había un alcalde mayor —en Valencia dos—, nombrado al principio por el corregidor pero a partir de 1750 por el Consejo de Castilla entre los profesionales del derecho —siguiendo un sistema de escalafón—, para que les asesoraran en los temas legales y para que los sustituyeran interinamente cuando estuvieran ausentes. Además los alcaldes mayores actuaban como jueces civiles y criminales por delegación del corregidor.
Los alcaldes mayores, nombrados por el Consejo de Castilla en nombre del rey entre «abogados que habían realizado prácticas en las Academias de Jurisprudencia o habían servido en la administración señorial, valorada como excelente campo de pruebas antes de entrar en la administración realenga» —o por su señor respectivo en los lugares de señorío, que en Valencia lo eran la inmensa mayoría ya que constituían casi el 80% del total—, eran la máxima autoridad gubernativa y judicial en los municipios que no eran cabeza de corregimiento. En los 14 que sí lo eran actuaban como jueces —civiles y criminales— y como asesores jurídicos del corregidor. Además se encargaban de la gestión administrativa y económica del municipio —también en los que eran cabeza de corregimiento—, ocupándose especialmente de los abastos y de las obras públicas.
Como ha destacado Enrique Giménez, los «Alcaldes Mayores suponían el mayor elemento de modernidad en el ámbito burocrático valenciano, ya que su cargo era concebido como función pública, se les exigía una cierta capacitación para su elección, y su promoción se realizaba atendiendo a criterios de eficacia. Sin embargo, los elementos que predominaban en la administración borbónica valenciana era los propios de un modelo burocrático regresivo, caracterizado por la presencia mayoritaria de militares en la administración civil, con la consiguiente minimización de la capacidad técnica requerida».
En cuanto a los regidores su número variaba según el tamaño del municipio —aunque en su mayoría eran 8 y en la ciudad de Valencia 24— y predominaban los nobles —en Valencia 16— sobre las "ciudadanos" —en Valencia 8—. En las ciudades eran designados por el rey, mientras que en los municipios menores era la  Audiencia la institución que los nombraba —en ambos casos siempre entre personas de buena posición y de probada fidelidad a la monarquía borbónica— y en los de señorío su señor respectivo. El cargo tenía carácter vitalicio y hereditario de facto pues el rey solía designar al hijo del regidor fallecido. Sus atribuciones estaban subordinadas a las del corregidor, en las ciudades cabeza de corregimiento, y a la de los alcaldes mayores, en el resto.
La Nueva Planta acabó con la autonomía que tenían los municipios del Reino de Valencia. «En el orden político, sus deliberaciones eran controladas por los corregidores, fuera en persona o representado por sus alcaldes mayores. Mientras que en materia económica y fiscal, perdidas sus competencias en el mundo del trabajo y del comercio, quedó relegado a la gestión de las rentas y los bienes propios, siempre también, sin embargo, bajo el control del corregidor». Como ha señalado Enrique Giménez el resultado de estos cambios fue «un ayuntamiento oligárquico, cerrado a las fuerzas más dinámicas de la sociedad valenciana, si bien esta realidad, al no tener una incidencia directa y significativa en la marcha general de la vida económica y social del país, no provocó serios conflictos ni graves resistencias. Los roces y problemas que se detectaron se derivaron más bien del carácter oligárquico propio del Antiguo Régimen».

### Cuadro comparativo de las instituciones del Reino de Valencia antes y después del Decreto de Nueva Planta
El cambio institucional (y político) que supuso el paso «de Reino a provincia» se resume en el cuadro siguiente:
| VIRREY La más alta magistratura delegada de la Corona en el Reino (antiguo lugarteniente general de gobernación), una especie de alter ego del monarca (quien lo nombraba entre los miembros de la alta nobleza castellana). No cuenta con fuerza armada permanente propia y sus decisiones y las de sus oficiales pueden ser revocadas en Cortes si contravienen los fueros. Desde 1645, mientras no estaán reunidas las Cortes, la Junta de Contrafueros podía decidir la constitución de una embajada que acudía a la Corte en Madrid para presentar directamente al rey los posibles contrafueros de sus oficiales en el Reino, del que el virrey era su más alta autoridad. Preside nominalmente la Audiencia. | CAPITÁN GENERAL Máxima autoridad civil, militar y judicial en representación del rey, ostenta además el título de Gobernador. Sus atribuciones eran mucho mayores que las del antiguo virrey y su poder también, pues contaba con una fuerza armada permanente y sus decisiones no se podían recurrir ante el rey ni ante las Cortes de Castilla. Sin embargo, debía ejercer teóricamente el gobierrno del Reino conjuntamente y de acuerdo con la Audiencia, de la que era presidente, formando así el REAL ACUERDO. Para este cargo los reyes siempre nombraron a militares del más alto escalafón, por lo que lo ejercieron, además de los miembros de los linajes nobiliarios castellanos más importantes, personas de origen italiano, flamenco o francés. |
| AUDIENCIA Organismo colegiado con la doble función de asesorar al virrey (presidente nominal de la misma) en el gobierno del reino y actuar como instancia judicial suprema en nombre del rey. Estaba integrada exclusivamente por juristas del Reino. Tenía dos salas civiles y una de lo criminal. | AUDIENCIA Organismo colegiado cuya función era atender el gobierno (formando el REAL ACUERDO junto con el Capitán General, que la presidía) e impartir justicia como su más alto tribunal (sin la participación del capitán general), siendo en este caso el regente su primer magistrado. Estaba integrada por ocho oidores o jueces civiles, cuatro alcaldes del crimen o jueces de la sala de lo criminal y dos fiscales (uno civil y otro criminal). Sus miembros siempre fueron mayoritariamente castellanos y las relaciones con el Capitán General estuvieron llenas de fricciones. |
| BAILE GENERAL, MAESTRE RACIONAL El baile general tenía a su cargo la administración del Real Patrimonio (de los bienes, derechos y regalías de dominio y titularidad real: aduanas, peajes, gabela de la sal...) y de él dependían los bailes locales. Existían dos, uno por cada gobernación: la de Valencia y la de Orihuela. El maestre racional era el encargado de fiscalizar las cuentas que le presentaba el baile general y remitirlas al rey. Ambos, juntos con otros oficiales reales, formaban la Junta Patrimonial. | INTENDENTE Cargo de origen francés, al principio su función se reducía a todo lo relacionado con el abastecimiento del Ejército, pero pronto fue el responsable de la recaudación de los impuestos para la Hacienda real (especialmente el equivalente) y de la administración del Real Patrimonio (junto con el contador general que asumió la funciones del antiguo maestre racional). Además velaba por la «policía» del territorio (fomento de la riqueza rural y manufacturera, elaboración de estadísticas y cartografía, etc.) sin olvidar sus funciones militares originarias, que incluían también el reclutamiento de la tropa y el cuidado de los acuartelamientos. |
| GOBERNACIÓN Cada uno de los dos territorios en que ejercían su jurisdicción, respetivamente, el portanveces de General Gobernador de la ciudad y reino de Valencia (desde el límite de Cataluña hasta Jijona) y el portanveces de General Gobernador de la ciudad de Orihuela y reino de Valencia a partir de Jijona (desde Jijona hasta el límite con Murcia). Sin embargo, el portanveces de Valencia tenía preeminencia sobre el de Orihuela, y además contaba con dos lugartenientes de distrito que se encargaban del territorio a partir del Uxó, es decir, el comprendido entre el límite con Cataluña y el río Uxó (con residencia en Castellón de la Plana) y del territorio más allá del Júcar, es decir, el comprendido entre el río Júcar y Jijona (con residencia en Játiva). Ambos portanveces y los lugartenientes debían ser naturales del reino y estaban subordinados al virrey. Sus atribuciones eran gubernativas y sobre todo judiciales, aunque nuca tuvieron autoridad sobre el baile general. Tenían también la facultad, en caso de necesidad, de armar y dirigir ejércitos y poder sancionar a los que no participaran en ellos. | CORREGIMIENTO Cada uno de los once distritos (Morella, Peñíscola, Castellón, Valencia, Alcira, Játiva —"San Felipe"—, Onteniente, Alcoy, Jijona, Alicante y Orihuela) más los de Denia (señorial) y los Montesa y Cofrentes (dependientes de la Orden de Montesa, en que quedó dividido el antiguo reino de Valencia, al frente de los cuales se situaba un corregidor que tenía atribuciones gubernativas, judiciales y militares, bajo la autoridad suprema del Capitán General (del Real Acuerdo). La figura del corregidor procedía de Castilla, pero en Valencia los Borbones prefirieron nombrar a militares de alta graduación (coroneles, brigadieres, mariscales de campo y tenientes generales) en lugar de letrados o caballeros, por lo que su mandato no estaba limitado a tres años y sus comportamientos gozaron de cierta impunidad. El corregidor de la ciudad de Valencia durante la mayor parte del siglo XVIII fue el intendente (se separaron ambos cargos en 1770 pero volvieron a unirse en 1797). |
| CORTES Asamblea representativa de los tres estamentos del Reino (eclesiástico, militar o nobiliario, y real) junto con el rey. Sus acuerdos legislativos constituyen los fueros y en ellas se resuelvan las posbles reclamaciones de contrafuero o se atienden los agravios antes de proceder a la votación del servicio o donativo. Las últimas convocadas fueron las de 1645. Después de esa fecha la Monarquía obtenía los servicios (en dinero y en hombres para el Ejército) a través de la Junta de Electos. | Abolidas Únicamente los representantes de la ciudad de Valencia se integraron en las Cortes de Castilla. Estas solo se reunieron cinco veces (y sólo las ciudades reales) casi exclusivamente para jurar al heredero a la Corona (1709, 1712, 1724, 1760 y 1789). |
| DIPUTACIÓN DEL GENERAL) Comisión delegada de les Cortes (permanente desde 1418) integrada por dos diputados por cada brazo o estamento (que se renuevan cada tres años) y encargada de administrar el impuesto aprobado en Cortes denominado generalidades. A diferencia de Cataluña, sus funciones de representación permanente del Reino fueron disminuyendo hasta que pasaron de hecho a la Junta de Electos de los Estamentos (o Junta de Contrafueros) JUNTA DE CONTRAFUEROS (o DE ELECTOS DE LOS ESTAMENTOS). En la reunión de Cortes de 1645 se decidió formar una junta permanente de los estamentos (integrada por seis electos por cada estamento, más tres síndicos) para poder presentar contrafueros al rey mientras no estaban reunidas las Cortes. | Abolidos |
| CIUDAD DE VALENCIA: CONSEJO SECRETO (JURADOS, RACIONAL, SÍNDICO), CONSEJO GENERAL, JUSTICIAS. El Consejo Secreto era el órgano directivo de la ciudad, y en el cual el Consejo General había delegado la mayoría de sus funciones. Estaba integrado por los jurados (que eran el órgano ejecutivo supremo de gobierno y que estaba compuesto por cuatro prohombres o ciudadanos y dos caballeros y generosos, elegidos por un año por el método de la insaculación, bajo el estricto control de la monarquía que era quien establecía las listas de los que podían ser sorteados); el racional (un ciudadano que ya había sido jurado, designado por el rey por un periodo de tres años entre tres candidatos extraídos por el método de la insaculación, y que era el encargado de las finanzas municipales); el síndico (designado por el Consejo General ostentaba la representación o procuración ciudadana ante otras instancias de poder); cuatro abogados de la ciudad y el escribano de la Sala (cargos vitalicios con voz pero sin voto en el Consejo Secreto). El Consejo General era el órgano consultivo y deliberativo de los jurados y sus miembros eran designados por un año por aquel (formaban parte del Consejo los consejeros de ciudadanos de parroquias, cuatro por cada una de las doce parroquias de la ciudad, y los consejeros de oficios, dos por cada gremio de la ciudad, que hacia 1650 treinta y nueve los registrados). De los temas judiciales se encargaban el justicia criminal y el justicia civil (eran elegidos por un año por el método de la insaculación de las "bolsas" de ciudadanos y de caballeros alternativamente). De la vigilancia de los mercados se encargaba el mostassaf (elegido de la misma forma que los justicias) | CORREGIDOR, ALCALDE MAYOR, REGIDORES El corregidor, nombrado por el rey, actuaba como máxima autoridad local en los municipios que eran cabeza de corregimiento. Los alcaldes mayores, también nombrados por el rey entre profesionales del derecho (o por su señor respectivo en los lugares de señorío), eran la máxima autoridad gubernativa y judicial en los municipios que no eran cabeza de corregimiento (en estos también existían, donde actuaban como jueces —civiles y criminales— y como asesores jurídicos del corregidor, especialmente cuando este era un militar, además de encargarse de la gestión administrativa y económica). El número de regidores variaba según el tamaño del municipio (en la ciudad de Valencia eran veinticuatro) y predominaban los nobles (en la ciudad de Valencia dieciséis) sobre los ciudadanos (en la ciudad de Valencia ocho). Eran designados por el rey (en los municipios menores por la Audiencia, y en los de señorío por su señor respectivo), con carácter vitalicio y/o hereditario, y sus atribuciones estaban subordinadas a las del corregidor y a la del los alcaldes mayores. |

## Consecuencias: «de reino a provincia»
La consecuencia más importante del Decreto de la Nueva Planta fue la conversión del Reino de Valencia, como el resto de los Estados de la Corona de Aragón, en una «provincia» al quedar abolidas sus instituciones y leyes propias y pasar a regirse por las leyes de Castilla. De esta forma se puso fin a la monarquía compuesta de los Austrias para dar paso al Estado borbónico centralista y uniformista —a excepción del Reino de Navarra, el Señorío de Vizcaya, Guipúzcoa y Álava, que al haber permanecido fieles a Felipe V, mantendrán sus fueros e instituciones diferenciadas—.
De la conversión en una provincia se derivaron otras dos consecuencias no menos importantes. La primera fue el establecimiento del absolutismo al desaparecer el freno que suponía para el poder del rey las instituciones del Reino de Valencia y la concepción pactista de las relaciones entre el soberano y sus vasallos, imponiéndose en su lugar una administración militarizada, de inspiración castellana —Capitán General, Audiencia, corregidores— y francesa —intendentes—, para controlar el reino que había sido «rebelde».

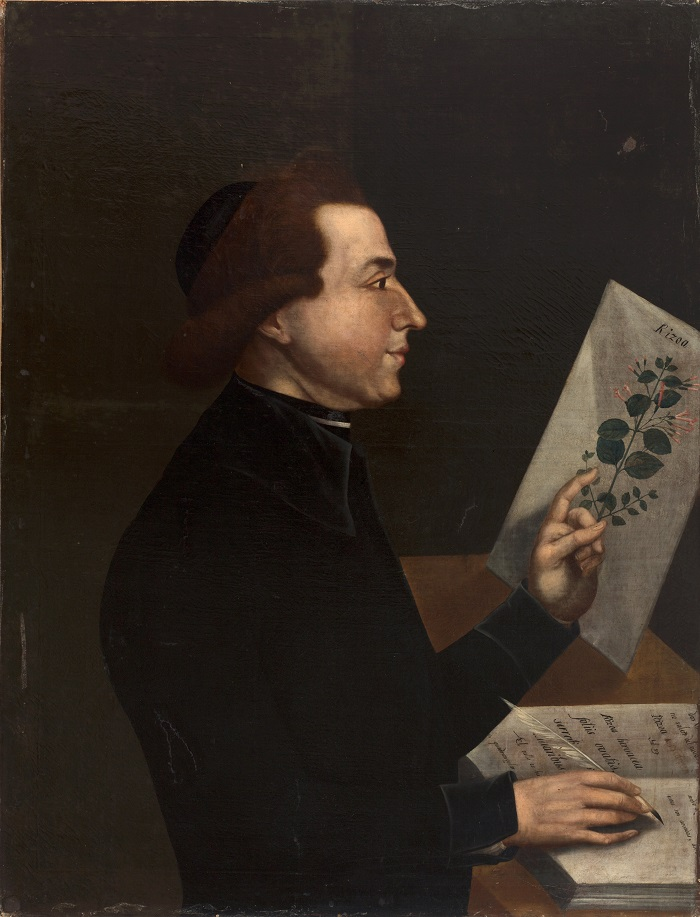
Antonio José de Cavanilles, ilustrado valenciano que escribió su obra en latín y en castellano

La segunda fue la aceleración del proceso de castellanización de sus habitantes y sobre todo de sus grupos dirigentes —que ya se había iniciado entre estos últimos en el siglo XVI— al dejar de ser su lengua propia la oficial de las instituciones. El abate Miguel Antonio de la Gándara lo expresó así en 1759: «A la unidad de un rey son consiguientemente necesarias otras seis unidades: una moneda, una ley, una medida, una lengua y una religión». Como ha señalado el historiador valenciano Antoni Furió, a partir de la «Nueva Planta»,

nadie podía esperar hacer carrera en la administración civil —ni en la eclesiástica— sin conocer y dominar el castellano oral y escrito. Hablar castellano ya no era una cuestión de esnobismo social y cultural, o una vía de promoción e integración en las élites dominantes, como lo había sido durante los Austrias, sino una necesidad básica para afrontar los requerimientos propios de la vida cotidiana, al menos en las grandes ciudades, donde la presencia física de la administración era más patente e inmediata. Comenzaba así el proceso de divorcio lingüístico entre la ciudad y el campo, o mejor, entre la ciudad de Valencia y el resto del país. Un catalán [sic; se refiere al valenciano] cada vez más degradado y dialectal, que perdía aceleradamente la formalización propia del lenguaje administrativo y del uso escrito regular, abandonado por las capas cultas y eruditas locales. Los grandes nombres de la Ilustración valenciana, de Mayans y Francisco Pérez Bayer a Cavanilles, escribieron toda su producción en latín y en castellano, integrados ya completamente en la cultura española.

El grupo social que mejor aceptó la imposición de la legislación y la lengua castellanas fue sin duda la nobleza, que pronto advirtió las ventajas sociales y políticas que le ofrecía la «Nueva Planta» borbónica. En la cuestión de los señoríos Felipe V les había confirmado el disfrute de la jurisdicción civil, el mixto imperio, —aunque no la alta jurisdicción criminal, o mero imperio— y además el derecho público y civil castellano en muchas cuestiones les era más favorable a los señores que el valenciano. Por ejemplo, gracias a la institución del mayorazgo que permitía vincular sus bienes, éstos no podían ser intervenidos judicialmente. Asimismo el régimen municipal castellano «aristocratizado» concedía a la nobleza un mayor poder que el que tenía con los fueros —en la ciudad de Valencia, de los seis jurados, sólo dos eran nobles; con la «Nueva Planta» dieciséis de los veinticuatro regidores pertenecían a la nobleza—. Y la administración militarizada también concedía a la nobleza muchas más oportunidades de ocupar cargos en el Estado borbónico. Esto explicaría en buena medida que el Reino de Valencia fuera el único de los cuatro estados de la Corona de Aragón en el que el derecho civil propio fuera también abolido —en Aragón (desde 1711), Cataluña y Mallorca, se mantuvo—, a pesar de que la ciudad de Valencia solicitó al rey su restablecimiento en 1719 y en 1721 —a lo que se opuso la nobleza y la nueva burocracia copada por los castellanos, y también algunos juristas e ilustrados—.
La castellanización también afectó a las clases populares, aunque en mucha menor medida, mediante el servicio militar impuesto por los Borbones con las levas y las quintas y la labor de la Iglesia que fue utilizando cada vez más el castellano en los sermones, especialmente en las festividades más importantes, y que desde mediados de siglo por orden del arzobispo Mayoral, utilizó el castellano para redactar toda la documentación eclesiástica, incluidos los libros parroquiales donde se transcribieron al castellano los nombres y los apellidos valencianos. Asimismo jugó un papel importante la enseñanza que se impartió en castellano, incluida la Universidad.
El deán de Alicante, el austracista Manuel Martí, se lamentaba en 1707 tras el Decreto de Nueva Planta de la pérdida de su «patria»:

Tras haber sido arrancada mi familia de sus lares, sus bienes en parte sustraídos, en parte arruinados y (lo que es con mucho lo más triste) tras la destrucción de la patria... Nada más calamitoso puede acontecer a los hombres que sobrevivir a su patria. Aborrezco y detesto este desenfreno de las armas.